# گولو (فیلم)
گولو (ترکی استانبولی: Güllü) یک فیلم به کارگردانی عاطیف ییلماز است که در سال ۱۹۷۲ منتشر شد. از بازیگران آن می‌توان به تورکان شورای، ادیز هون، سلیمان توران، و هولوسی کنتمن اشاره کرد.